# SOUL OF LIBERTY
SOUL OF LIBERTY（ソウル オブ リバティー）は日本のロカビリーバンド。

## 概要
1998年にOkinaga(Vo), Takayama(G), Emi(Wb), Takeshi(Dr)の4人で結成。名古屋を中心にLive活動を始める。2000年にTakayama脱退、Okinaga(Vo, G), Emi(Wb), Takeshi(Dr)の3人で活動を続ける。2006年頃から海外（主にヨーロッパ）からの評価も高くなる。2009年、2010年には韓国ソウル、2013年には台北でのツアーを成功させる。
ロカビリースタイルではあるが、そこだけにこだわらずPOPな要素を重視している。

## メンバー
- 沖永　満（Okinaga）ヴォーカル、ギター

「HOT DOGS」「Samurai Bop Revival」「MAD MONGOLS」でも活動中
- 田口　恵美（Emi）ウッドベース

「HOT DOGS」「Pink Moon Babies」「The GooGaas」でも活動中。
- 田之上　丈（Takeshi）ドラム

## 過去メンバー
高山　誠（Takayama）ギター
脱退後も作詞提供などでサポートしている。

## ディスコグラフィ

### アルバム
- 2001年　1st mini Album「SOUL OF LIBERTY」
- 2006年　1st full Album「Lover S.O.L」
- 2012年　3rd mini Album「TRISING S.O.L」

### コンピレーションアルバム
- 2007年 「ROCK A BILLY CARNIVAL」
- 2009年 「Slap Beat One」
- 2013年 「SHINY BEAT COLLECTION Vol.1」